# Lilla Gäddgölen
Lilla Gäddgölen är en sjö i Ronneby kommun i Blekinge och ingår i Nättrabyån-Ronnebyåns kustområde. Sjön är 3,2 meter djup, har en yta på 0,004 kvadratkilometer och är belägen 67 meter över havet.